# Czunaki
Czunaki (ros. Чунаки) – wieś (sieło) w Rosji, w obwodzie penzeńskim, w rejonie małosierdobińskim. W 2010 liczyła 517 mieszkańców.